# Boghos Bedros XIII Terzian
Boghos Bedros XIII Terzian, in italiano Paolo Pietro XIII (Kütahya, 12 settembre 1853 – Bzoummar, 15 dicembre 1931), è stato eparca di Adana e tredicesimo patriarca della Chiesa armeno-cattolica.

## Biografia
Nativo di Kütahya in Turchia, fu nominato eparca di Adana l'8 aprile 1892. Alla dimissione di Boghos Bedros XII Sabbaghian, venne eletto patriarca degli Armeni il 23 aprile 1910 e confermato dalla Santa Sede il 27 novembre 1911.
Questo stesso anno indisse a Roma un sinodo della Chiesa armeno-cattolica, per far fronte al crescente nazionalismo turco e per una migliore organizzazione ecclesiastica. Durante il suo patriarcato gli armeni dell'impero ottomano subirono quello che è passato alla storia col nome di genocidio armeno. Anche la Chiesa armeno-cattolica ne subì le conseguenze: tutto il lavoro svolto nei due secoli precedenti fu spazzato via. Incerte le cifre del massacro e della distruzione: 156 chiese, 32 conventi, 148 scuole e 6 seminari distrutti, 270 religiose e 300 preti uccisi. Trovarono la morte durante le persecuzioni anche i vescovi di Mardin, Diyarbakır, Harput, Malatya, Musc e Bursa.
Nel 1928 il patriarca Terzian convocò a Roma un secondo sinodo armeno per riorganizzare ciò che restava della Chiesa armeno-cattolica. La maggior parte delle diocesi nell'ex impero ottomano non c'erano più; lo stesso patriarca, ormai in esilio a Roma, aveva difficoltà a stabilire un dialogo col nuovo governo turco. Per espressa volontà del sinodo, la Santa Sede, il 15 ottobre 1928, con il breve apostolico Commissum Nobis di papa Pio XI, decise di trasferire la sede patriarcale da Costantinopoli all'antico convento di Bzoummar, presso Beirut in Libano.

## Genealogia episcopale e successione apostolica
La genealogia episcopale è:
- Cardinale Scipione Rebiba
- Cardinale Giulio Antonio Santori
- Cardinale Girolamo Bernerio, O.P.
- Arcivescovo Galeazzo Sanvitale
- Cardinale Ludovico Ludovisi
- Cardinale Luigi Caetani
- Cardinale Ulderico Carpegna
- Cardinale Paluzzo Paluzzi Altieri degli Albertoni
- Papa Benedetto XIII
- Papa Benedetto XIV
- Papa Clemente XIII
- Cardinale Bernardino Giraud
- Cardinale Alessandro Mattei
- Cardinale Pietro Francesco Galleffi
- Cardinale Giacomo Filippo Fransoni
- Cardinale Andon Bedros IX Hassoun
- Patriarca Stepanos Bedros X Azarian
- Patriarca Boghos Bedros XIII Terzian

La successione apostolica è:
- Vescovo Joseph Melchisedechian (Melkisedekian) (1911)
- Arcivescovo Ignazio Maloyan (1911)
- Vescovo Jacques Topuzian (1911)
- Vescovo Pascal Keklikian (1911)
- Vescovo Antoine Bahabanian (1911)
- Vescovo Grégoire Bahabaninian (1911)
- Arcivescovo Jean Naslian (1911)
- Vescovo Jean Couzian, I.C.P.B. (1911)
- Arcivescovo Joseph Rokossian (1911)
- Arcivescovo Jacques Nessimian (1929)